# Erik Elmsäter
Fritz Erik Elmsäter, före 1939 Pettersson, född 7 oktober 1919 i Stockholm, död 9 mars 2006 i Stockholm, var en svensk idrottare. 1943 och 1944 (4 augusti 1944 ) satte han inofficiella världsrekord på 3 000 meter hinderlöpning och det senare var första gången någon lyckades gå under 9 minuter (8 minuter, 59 sekunder och 6 hundradelar). Han tog silvermedalj på nämnda distans både vid friidrotts-EM i Oslo 1946 och vid sommar-OS i London 1948. Dessutom deltog han i vinter-OS i Sankt Moritz (också 1948), där han blev nionde man i nordisk kombination samt i vinter-OS i Oslo 1952, där han blev trettonde man i samma gren. Han utsågs 1948 till Stor grabb nummer 124 i friidrott.
Utanför idrotten var Elmsäter först yrkesmilitär, senare verksam vid radio och TV. Han var far till Eva Elmsäter.